# Franciszek Znamirowski
Franciszek Julian Znamirowski  (* 15. Januar 1894 in Stary Sącz, Österreich-Ungarn; † 19. September 1972 in Mississauga, Kanada) war ein Major der polnischen Streitkräfte und Maler. Im Konzentrationslager Gusen II schuf er insgesamt zehn Aquarelle, die lange Zeit als verschollen galten und in Fachkreisen für große Aufmerksamkeit sorgten. Bislang haben 16 Wissenschaftler aus unterschiedlichen Disziplinen aus Deutschland, Österreich, den Niederlanden, Polen und den USA die Bilder zu Forschungszwecken herangezogen.

## Leben

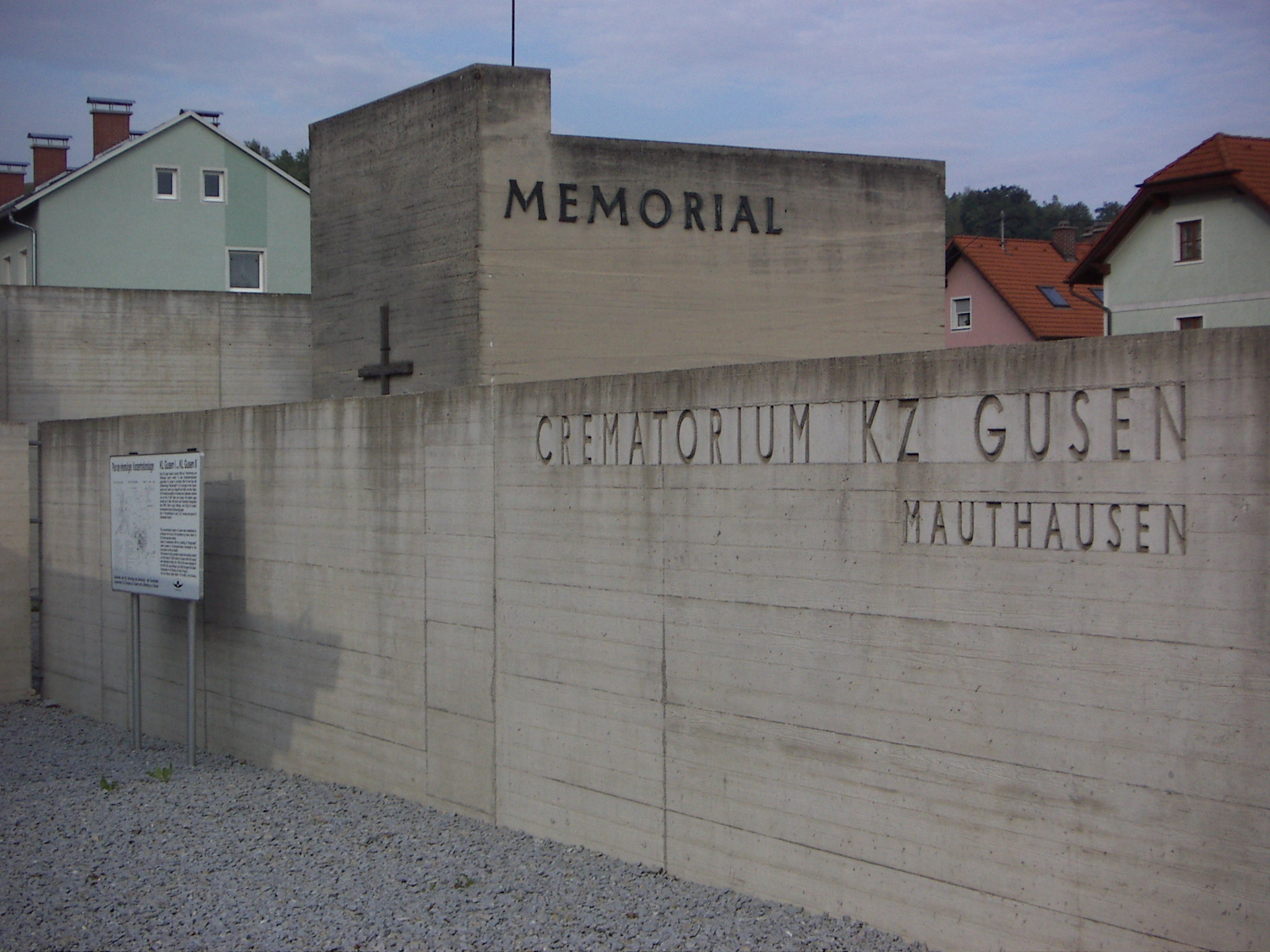
Memorial Gusen

Znamirowski wurde als Sohn einer polnischen, katholischen Familie geboren. Gegen 1910 nahm er ein Studium der Malkunst bei der Künstlerin Bronisława Rychter-Janowska in Krakau und Stary Sącz auf. Am 1. August 1914 meldete er sich freiwillig bei der Gemeinsamen Armee zum Kriegsdienst. Er wurde der polnischen Legion-West unter der Führung von Józef Piłsudski zugeteilt. Fünf Jahre später trat er am 9. November 1919 in die polnische Armee als Berufssoldat ein und diente dort unter Józef Haller. Am 22. November 1921 heiratete er Stanisława Halicka; ein Jahr später wurde Tochter Irena, 1926 der Sohn Witold geboren. Um 1930 arbeitete er im polnischen Verteidigungsministerium. Als Major der polnischen Armee kämpfte er im Zweiten Weltkrieg im besetzten Warschau gegen Nazideutschland. Am 4. September 1939 gehörte er als Befehlshaber eines Bataillons zur Verteidigung Warschau. Nach der deutschen Besetzung schuf er eine Widerstandsgruppe im Stadtkreis Warschau. Dort lebte er unter anderem unter dem Namen Julian Babecki und trat unter dem Decknamen Professor auf. Am 2. Juni 1943 verhaftete ihn die Geheime Staatspolizei Warschau und brachte ihn zunächst ins KZ Auschwitz. Von dort aus deportierte man ihn am 6. November 1943 in das Konzentrationslager nach Gusen. Dort zwang man ihn ab dem 2. Januar 1944, für das Regensburger Messerschmittwerk zu arbeiten. In den Jahren 1943 und 1944 produzierte man dort Bauteile für die Jagdflugzeuge der Luftwaffe. Er wurde dem Regensburger Facharbeiter Karl Seider unterstellt, der die Malerwerkstatt des Unternehmens beaufsichtigte. Znamirowski schrieb in seinen 1971 erschienenen Erinnerungen, dass Seider in dieser „unmenschlichen Umgebung Menschlichkeit“ bewies. Znamirowski schuf in dieser Atmosphäre insgesamt zehn Aquarelle, welche insbesondere das Leben in der Baracke sowie im Lager zeigen, zu dem Seider keinen Zutritt hatte. Znamirowski schenkte ihm anlässlich seines Geburtstages die Aquarelle.
Am 5. Mai 1945 wurde das KZ befreit; Znamirowski flog nach London zum Generalstab der polnischen Exilregierung. Im Juni 1946 führte ihn eine Reise in das DP-Lager in die Nähe von Linz. Das Ziel war, Geld der Exilregierung in die von der Roten Armee besetzten Gebiete zu transferieren. 1948 wurde er in Schottland zum Vorsitzenden des Kreises ehemaliger Soldaten der polnischen Heimatarmee gewählt. 1962 wanderte er nach Kanada aus. Seine Heimat Polen betrat er letztmals im Jahr 1961. Znamirowski reiste im Jahr 1964 nach Frankfurt am Main, um in den Auschwitzprozessen als Zeuge auszusagen. 1971 veröffentlichte er in Kanada in einer kleinen Auflage in polnischer Sprache seine Erinnerungen. Ein Jahr später starb er am 9. September 1972 in Mississauga in Kanada.
Znamirowski wurde in Polen mehrfach ausgezeichnet, er erhielt u. a. das Silberne Verdienstkreuz der Republik Polen.

## Künstlerisches Werk
Bei der Auflösung eines Nachlasses erhielt der Regensburger Antiquar Reinhard Hanausch im Jahr 1997 ein Album mit zehn farbigen, kleinformatigen Aquarellen. Er erkannte den besonderen Wert der Arbeit und übergab die Kunstwerke der Staatlichen Bibliothek zur Aufbewahrung. Unter der Leitung von Mark Spoerer von der Universität Regensburg sowie Bernhard Lübbers von der Staatlichen Bibliothek Regensburg entstand ein Ausstellungsprojekt mit einer Buchpublikation.
Fachleute loben die Werke „über ihren künstlerischen Wert hinaus [als] eine einzigartige historische Quelle für den Lageralltag im Konzentrationslager Gusen“. Sie ermöglichen bislang nicht gekannte Einblicke in den täglichen Arbeitsablauf des Lagers und geben Hinweise auf die besondere Beziehung zwischen Seider und Znamirowski.
Exemplarisch seien hier drei Werke genannt:
- Malzeit Malereibude: Das Aquarell thematisiert die schlechte Versorgung mit Lebensmitteln im Lager. Gezeigt wird der Arbeitsplatz des Malers, der im Traum eine prall gefüllte Tafel in seiner Werkstatt vor sich sieht. Darüber befinden sich mehrere Sprossenfenster, auf denen der Schriftzug „IM GEISTE“ zu sehen ist. Eine ausgelassen dargestellte Familie mit Vater, Mutter und Kind wartet auf den Beginn des Essens. Über der Szene strahlt die Sonne, die – mit einem Gesicht versehen – sich ebenfalls auf das Essen freut. In der Mitte des Blattes steht ein Maler in Gefangenenkleidung, der eine Zigarre raucht, und an der beschriebenen Szene arbeitet. Rechts von der Person befindet sich eine weitere Bildszene, die mit der Überschrift „Wirklichkeit“ versehen ist. Gezeigt wird ein Gefangener, schmal und mit eingefallenen Wangen, der vor der Baracke einen Teller Suppe isst. Die Szene ist – im Gegensatz zur hellen Sonne – in ein dunkles Blau getaucht und wird nur durch einzelne Bogenlampen hinter der Baracke erleuchtet. Die orthographische Lücke im Titel des Bildes – Ma-h-lzeit – ist beabsichtigt. Znamirowski stellt sich selbst dar, wie er in Kenntnis seiner aktuellen Lage von einer besseren Zeit mit seiner Familie träumt.
- Gut gesinnt…: Bei diesem Werk wird vermutet, dass es sich um die erste Seite der Sammlung handelt. Das Blatt ist gelocht und nicht, wie die anderen Aquarelle, auf Packpapier geklebt. Es zeigt einen Mann, der Pfeife rauchend an einem Fenster steht und sich die Silhouette von Regensburg anschaut. Andere Zeichnungen mit derselben Person lassen den Schluss zu, dass es sich bei dem Mann um Seider handelt. Das würde auch die Position des Blattes in der Sammlung erklären. Auch Seider sehnt sich den Blick nach Regensburg gerichtet in seine Heimat zurück. Zugleich beschreibt der Titel „Gut gesinnt“ die positive Einstellung, die Seider hinsichtlich der Behandlung der ihm unterstellten Zwangsarbeiter an den Tag legte.[8]
- Auf Posten…Schwarzarbeit: Znamirowski zeigt seine tägliche Arbeit als Maler, die ihm beim Überleben im KZ half. Neben der Produktion musste er Auftragsarbeiten für Zivilisten, aber auch SS-Mitarbeiter abliefern. Dies war im Lager verboten, wurde aber dennoch heimlich durchgeführt. Teilweise erhielten die Gefangenen für die Arbeit zusätzliche Essensrationen. Seider ist ebenfalls in dieser Arbeit zu sehen. Er steht – wiederum Pfeife rauchend – links neben Znamirowski am Fenster und passt auf („auf dem Posten“), dass niemand die Arbeit stört und die beiden bei ihrer verbotenen Arbeit entdeckt werden.

Die Originale wurden am 6. Mai 2014 anlässlich einer Ausstellung der Stiftung Erinnerung, Verantwortung, Zukunft in Berlin gezeigt. Die Kunsthistorikerin Michaela Haibl von der Technischen Universität Dortmund führte in die Ausstellung mit einem Vortrag ein. Zuvor waren die Aquarelle in der Staatlichen Bibliothek in Regensburg ausgestellt.

## Karl Seider
Seider wurde am 1. März 1907 als zweites Kind einer katholischen Familie in Vilshofen an der Donau geboren. Er absolvierte eine Ausbildung zum Maler und arbeitete in den 1930er Jahren in verschiedenen Malerbetrieben in Regensburg. Im Dezember 1937 trat er in die NSDAP ein und arbeitete ab 10. Januar 1938 als Maler bei den Bayerischen Flugzeugwerken in Regensburg. Ende 1943 wurde er nach Gusen abkommandiert und leitete die Malerwerkstatt der inzwischen aus Kriegsgründen von Regensburg nach Österreich ausgelagerten Produktionsstätte. Nach dem Ende des Krieges wurde seine Mitgliedschaft in der NSDAP überprüft und er kam 1946 in den Genuss der Weihnachtsamnestie. Seider starb am 14. Februar 1960 in Regensburg.